# 羅州 (湖北省)
羅州（らしゅう）は、中国にかつて存在した州。
554年（廃帝3年）、西魏により上庸・新城の2郡に羅州が設置された。その後新城郡は綏州に移管され、管轄郡は上庸郡の1郡のみとなった。598年（開皇18年）、隋代により房州と改称された。606年（大業2年）に廃止され、その管轄区域は遷州に移管された。